# Marten de Roon
Marten Elco de Roon (Zwijndrecht, 29 marzo 1991) è un calciatore olandese, centrocampista dell'Atalanta, di cui è capitano.

## Caratteristiche tecniche
Abile in fase di interdizione, è utile nel gioco aereo dove riesce a sfruttare la sua altezza. I suoi punti di forza sono la concentrazione e la resistenza. Negli anni in Frisia, il tecnico Dwight Lodeweges lo ha quasi sempre utilizzato davanti alla difesa, nel 4-2-3-1 adottato dalla squadra frisone. Può fare anche il mediano nel 4-4-2, oppure in una linea a tre. È stato impiegato anche come difensore centrale.

## Carriera

### Club

#### Gli inizi
De Roon ha mosso i primi passi nel mondo calcistico a livello locale con l'ASWH, club di Hendrik-Ido-Ambacht. Si è fatto notare così dal Feyenoord, che lo ha fatto giocare nel suo settore giovanile per sei anni.

#### Sparta Rotterdam ed Heerenveen
Nel 2006, passa allo Sparta Rotterdam, altro club di Rotterdam, che lo ha fatto esordire tra i professionisti nella stagione di Eredivisie 2009-2010 contro il Twente. Nelle successive due stagioni, in Eerste Divisie, riesce a ritagliarsi più spazio cominciando a destare l'interesse di numerosi club di prima divisione.
Nell'estate del 2012 passa all'Heerenveen guidato da Marco van Basten che riesce a tesserarlo a parametro zero.
Esordisce con la nuova maglia nel turno preliminare di Europa League contro il Rapid Bucarest, andando anche a segno. Alla sua seconda stagione in Frisia diventa il capitano della squadra.

#### Atalanta

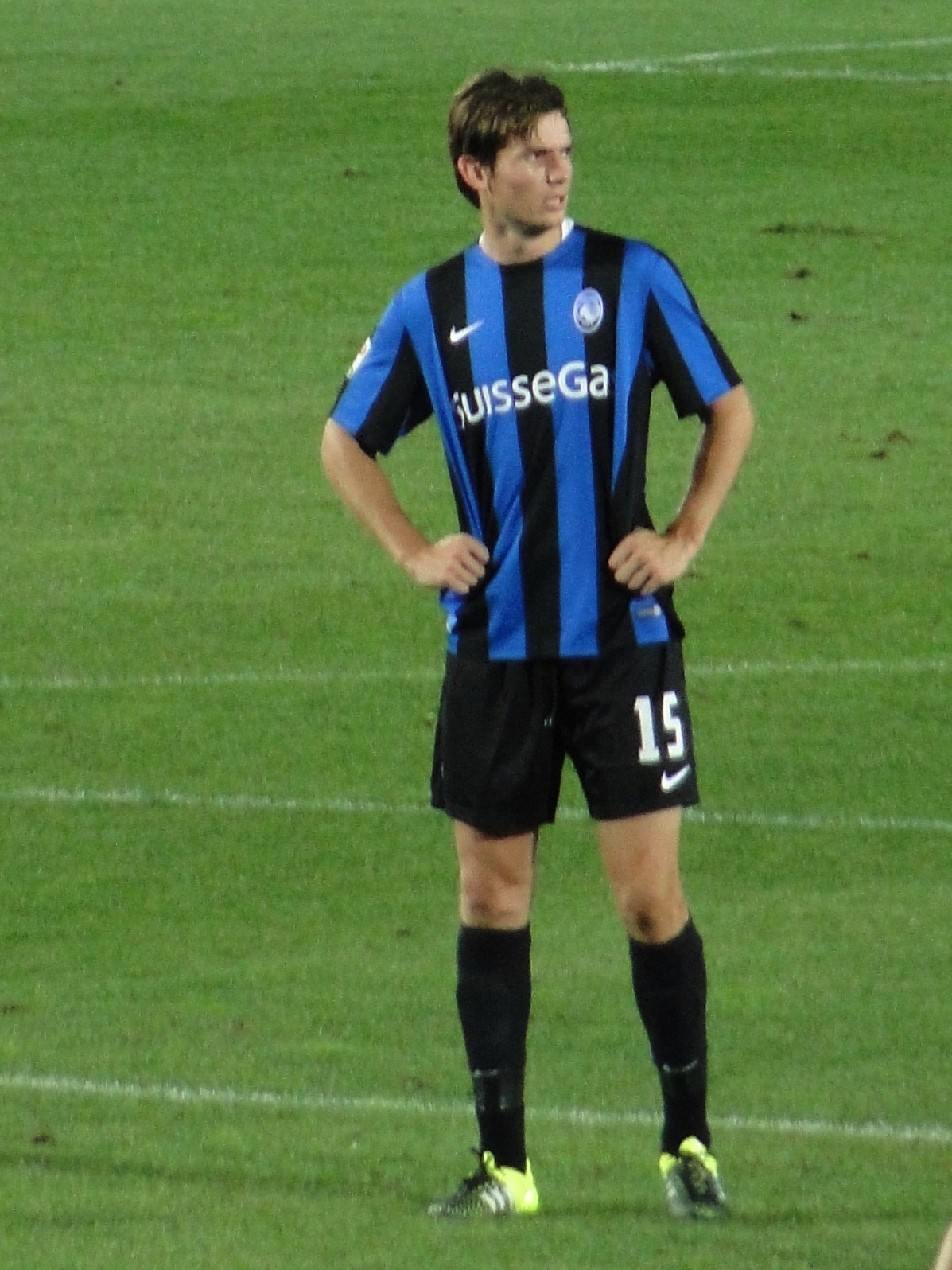
De Roon con la maglia dell' nel 2015.

L'11 luglio 2015 la società italiana dell'Atalanta ne ufficializza l'acquisto a titolo definitivo, per 1,5 milioni di euro più il 10% del ricavato di una sua eventuale futura cessione, mentre il giocatore ha firmato un contratto che lo legherà alla squadra bergamasca fino al 2019.
Esordisce con la nuova maglia il 15 agosto, dove la compagine bergamasca ha affrontato il Cittadella nell'incontro valido per il terzo turno preliminare di Coppa Italia. Nell'occasione, sigla anche la prima rete con i colori nerazzurri con un tiro da fuori area che ha sbloccato il match (la partita finirà 3 a 0 per gli orobici), mentre otto giorni dopo fa il suo esordio in serie A nella trasferta in casa dell'Inter, persa per 1-0; il 6 dicembre segna invece il suo primo gol in Serie A, contro il Palermo. Complessivamente totalizza 37 presenze e 2 gol in stagione.

#### Middlesbrough
Il 4 luglio 2016 viene ceduto agli inglesi del Middlesbrough per 10 milioni di euro più 4 di bonus, il 10% dei quali viene girato all'Hereenven, oltre a 300 000 ciascuno a Sparta Rotterdam e Feyenoord, a causa di clausole analoghe. Segna il suo primo gol in Premier League il 5 novembre, realizzando la rete del pareggio (1-1) in pieno recupero nella partita in trasferta giocata contro il Manchester City.

#### Ritorno all’Atalanta
Nell'estate del 2017 torna all'Atalanta, a titolo definitivo, per 15 milioni di euro (13,5 più bonus); nella sua prima stagione totalizza 46 presenze e 3 reti fra tutte le competizioni, fra cui anche 8 presenze in Europa League (le sue prime in carriera nella fase finale delle competizioni UEFA per club: aveva infatti in precedenza giocato solamente nei turni preliminari di Europa League). Dopo un'ulteriore stagione da 44 presenze e 3 reti fra tutte le competizioni, il 18 settembre 2019 fa il suo esordio in UEFA Champions League, nella sconfitta per 4-0 in casa della Dinamo Zagabria. Gioca poi ulteriori 8 partite (tutte quelle disputate dai nerazzurri nel torneo) nel corso della competizione, a cui aggiunge una presenza in Coppa Italia e 35 presenze e 2 gol in campionato. Continuerà a fornire buone prestazioni nel corso di questa e anche nella successiva stagione.
Il 20 agosto 2023, De Roon gioca la sua partita numero 300 con la maglia dell'Atalanta, disputando l'incontro di campionato in casa del Sassuolo, vinto per 2-0. Il 14 marzo 2024, diventa il secondo giocatore con più presenze di sempre in maglia nerazzurra, collezionando la presenza numero 332 in occasione della sfida degli ottavi di Europa League vinta 2-1 contro lo Sporting Lisbona, che gli permette di superare così Valter Bonacina, partecipando così alla vittoria del torneo da parte degli orobici, arrivata in seguito al successo in finale sul Bayer Leverkusen, che è il primo trofeo europeo nella storia del club.
Nella stagione 2025-2026, a seguito dell'addio al club di Rafael Tolói, diventa il capitano dell'Atalanta.

### Nazionale
De Roon venne convocato nella nazionale olandese Under-19 in 3 partite valide per le qualificazioni ai campionati europei del 2010. Il 12 novembre 2009 fece il suo debutto, segnando anche una rete, nella partita contro i pari età di Malta.
Il 13 novembre 2016 debutta con la nazionale olandese nella partita vinta per 3-1 contro il Lussemburgo in una partita valida alla qualificazione al Mondiale 2018, subentrando all'88' al posto di Bart Ramselaar.
Nel giugno del 2019 arriva con gli Oranje fino alla finale della neonata Nations League, cedendo tuttavia 0-1 al Portogallo.
Il 26 maggio 2021 viene convocato per gli Europei.
Nel novembre del 2022, viene inserito nella rosa olandese partecipante ai Mondiali di calcio in Qatar.
Il 7 settembre 2023 segna la sua prima rete in nazionale, nel successo per 3-0 contro la Grecia, valido per le qualificazioni agli europei 2024.
Nell'agosto del 2024, dopo aver saltato l'Europeo per infortunio, il c.t. Ronald Koeman annuncia l'intenzione di non convocarlo più in Nazionale sotto la sua guida tecnica.

## Statistiche

### Presenze e reti nei club
Statistiche aggiornate al 17 maggio 2025.
| Stagione                | Squadra                 | Campionato              | Campionato | Campionato | Coppe nazionali | Coppe nazionali | Coppe nazionali | Coppe continentali | Coppe continentali | Coppe continentali | Altre coppe | Altre coppe | Altre coppe | Totale | Totale |
| Stagione                | Squadra                 | Comp                    | Pres       | Reti       | Comp            | Pres            | Reti            | Comp               | Pres               | Reti               | Comp        | Pres        | Reti        | Pres   | Reti   |
| ----------------------- | ----------------------- | ----------------------- | ---------- | ---------- | --------------- | --------------- | --------------- | ------------------ | ------------------ | ------------------ | ----------- | ----------- | ----------- | ------ | ------ |
| 2009-2010               | Sparta Rotterdam        | ED                      | 3+1        | 0          | CO              | 0               | 0               | -                  | -                  | -                  | -           | -           | -           | 4      | 0      |
| 2010-2011               | Sparta Rotterdam        | 1D                      | 27         | 0          | CO              | 1               | 0               | -                  | -                  | -                  | -           | -           | -           | 28     | 0      |
| 2011-2012               | Sparta Rotterdam        | 1D                      | 28+2       | 2+0        | CO              | 3               | 0               | -                  | -                  | -                  | -           | -           | -           | 33     | 2      |
| Totale Sparta Rotterdam | Totale Sparta Rotterdam | Totale Sparta Rotterdam | 58+3       | 2          |                 | 4               | 0               |                    | -                  | -                  |             | -           | -           | 65     | 2      |
| 2012-2013               | Heerenveen              | ED                      | 24+2       | 1+0        | CO              | 2               | 0               | UEL                | 4                  | 1                  | -           | -           | -           | 32     | 2      |
| 2013-2014               | Heerenveen              | ED                      | 31+1       | 3+0        | CO              | 3               | 0               | -                  | -                  | -                  | -           | -           | -           | 35     | 3      |
| 2014-2015               | Heerenveen              | ED                      | 32+4       | 1+0        | CO              | 1               | 0               | -                  | -                  | -                  | -           | -           | -           | 37     | 1      |
| Totale Heerenveen       | Totale Heerenveen       | Totale Heerenveen       | 87+7       | 5          |                 | 6               | 0               |                    | 4                  | 1                  |             | -           | -           | 104    | 6      |
| 2015-2016               | Atalanta                | A                       | 36         | 1          | CI              | 1               | 1               | -                  | -                  | -                  | -           | -           | -           | 37     | 2      |
| 2016-2017               | Middlesbrough           | PL                      | 33         | 4          | FACup+CdL       | 2+0             | 1+0             | -                  | -                  | -                  | -           | -           | -           | 35     | 5      |
| ago. 2017               | Middlesbrough           | FLC                     | 1          | 0          | FACup+CdL       | 0+0             | 0               | -                  | -                  | -                  | -           | -           | -           | 1      | 0      |
| Totale Middlesborugh    | Totale Middlesborugh    | Totale Middlesborugh    | 34         | 4          |                 | 2               | 1               |                    | -                  | -                  |             | -           | -           | 36     | 5      |
| 2017-2018               | Atalanta                | A                       | 34         | 3          | CI              | 4               | 0               | UEL                | 8                  | 0                  | -           | -           | -           | 46     | 3      |
| 2018-2019               | Atalanta                | A                       | 35         | 2          | CI              | 4               | 1               | UEL                | 5                  | 0                  | -           | -           | -           | 44     | 3      |
| 2019-2020               | Atalanta                | A                       | 35         | 2          | CI              | 1               | 0               | UCL                | 9                  | 0                  | -           | -           | -           | 45     | 2      |
| 2020-2021               | Atalanta                | A                       | 35         | 1          | CI              | 5               | 0               | UCL                | 6                  | 0                  | -           | -           | -           | 46     | 1      |
| 2021-2022               | Atalanta                | A                       | 30         | 3          | CI              | 2               | 0               | UCL+UEL            | 6+6                | 0                  | -           | -           | -           | 44     | 3      |
| 2022-2023               | Atalanta                | A                       | 35         | 3          | CI              | 2               | 0               | -                  | -                  | -                  | -           | -           | -           | 37     | 3      |
| 2023-2024               | Atalanta                | A                       | 30         | 0          | CI              | 5               | 0               | UEL                | 11                 | 0                  | -           | -           | -           | 46     | 0      |
| 2024-2025               | Atalanta                | A                       | 36         | 4          | CI              | 2               | 0               | UCL                | 10                 | 0                  | SI+SU       | 1+1         | 0           | 50     | 4      |
| Totale Atalanta         | Totale Atalanta         | Totale Atalanta         | 306        | 19         |                 | 26              | 2               |                    | 61                 | 0                  |             | 2           | 0           | 395    | 21     |
| Totale carriera         | Totale carriera         | Totale carriera         | 495        | 30         |                 | 38              | 3               |                    | 65                 | 1                  |             | 2           | 0           | 610    | 34     |

### Cronologia presenze e reti in nazionale
| Cronologia completa delle presenze e delle reti in nazionale ― Paesi Bassi | Cronologia completa delle presenze e delle reti in nazionale ― Paesi Bassi | Cronologia completa delle presenze e delle reti in nazionale ― Paesi Bassi | Cronologia completa delle presenze e delle reti in nazionale ― Paesi Bassi | Cronologia completa delle presenze e delle reti in nazionale ― Paesi Bassi | Cronologia completa delle presenze e delle reti in nazionale ― Paesi Bassi | Cronologia completa delle presenze e delle reti in nazionale ― Paesi Bassi | Cronologia completa delle presenze e delle reti in nazionale ― Paesi Bassi |
| Data                                                                       | Città                                                                      | In casa                                                                    | Risultato                                                                  | Ospiti                                                                     | Competizione                                                               | Reti                                                                       | Note                                                                       |
| -------------------------------------------------------------------------- | -------------------------------------------------------------------------- | -------------------------------------------------------------------------- | -------------------------------------------------------------------------- | -------------------------------------------------------------------------- | -------------------------------------------------------------------------- | -------------------------------------------------------------------------- | -------------------------------------------------------------------------- |
| 13-11-2016                                                                 | Lussemburgo                                                                | Lussemburgo                                                                | 1 – 3                                                                      | Paesi Bassi                                                                | Qual. Mondiali 2018                                                        | -                                                                          | 88’                                                                        |
| 31-5-2017                                                                  | Agadir                                                                     | Marocco                                                                    | 1 – 2                                                                      | Paesi Bassi                                                                | Amichevole                                                                 | -                                                                          | 46’ 83’                                                                    |
| 26-3-2018                                                                  | Ginevra                                                                    | Portogallo                                                                 | 0 – 3                                                                      | Paesi Bassi                                                                | Amichevole                                                                 | -                                                                          | 68’ 72’                                                                    |
| 31-5-2018                                                                  | Trnava                                                                     | Slovacchia                                                                 | 1 – 1                                                                      | Paesi Bassi                                                                | Amichevole                                                                 | -                                                                          | 81’                                                                        |
| 4-6-2018                                                                   | Torino                                                                     | Italia                                                                     | 1 – 1                                                                      | Paesi Bassi                                                                | Amichevole                                                                 | -                                                                          | 28’ 78’                                                                    |
| 13-10-2018                                                                 | Amsterdam                                                                  | Paesi Bassi                                                                | 3 – 0                                                                      | Germania                                                                   | UEFA Nations League 2018-2019 - 1º turno                                   | -                                                                          |                                                                            |
| 16-11-2018                                                                 | Rotterdam                                                                  | Paesi Bassi                                                                | 2 – 0                                                                      | Francia                                                                    | UEFA Nations League 2018-2019 - 1º turno                                   | -                                                                          |                                                                            |
| 19-11-2018                                                                 | Gelsenkirchen                                                              | Germania                                                                   | 2 – 2                                                                      | Paesi Bassi                                                                | UEFA Nations League 2018-2019 - 1º turno                                   | -                                                                          |                                                                            |
| 21-3-2019                                                                  | Rotterdam                                                                  | Paesi Bassi                                                                | 4 – 0                                                                      | Bielorussia                                                                | Qual. Euro 2020                                                            | -                                                                          | 34’ 46’                                                                    |
| 24-3-2019                                                                  | Amsterdam                                                                  | Paesi Bassi                                                                | 2 – 3                                                                      | Germania                                                                   | Qual. Euro 2020                                                            | -                                                                          | 90+1’                                                                      |
| 6-6-2019                                                                   | Guimarães                                                                  | Paesi Bassi                                                                | 3 – 1 dts                                                                  | Inghilterra                                                                | UEFA Nations League 2018-2019 - Semifinale                                 | -                                                                          | 68’                                                                        |
| 9-6-2019                                                                   | Porto                                                                      | Portogallo                                                                 | 1 – 0                                                                      | Paesi Bassi                                                                | UEFA Nations League 2018-2019 - Finale                                     | -                                                                          | 81’                                                                        |
| 6-9-2019                                                                   | Amburgo                                                                    | Germania                                                                   | 2 – 4                                                                      | Paesi Bassi                                                                | Qual. Euro 2020                                                            | -                                                                          | 49’ 58’                                                                    |
| 10-10-2019                                                                 | Rotterdam                                                                  | Paesi Bassi                                                                | 3 – 1                                                                      | Irlanda del Nord                                                           | Qual. Euro 2020                                                            | -                                                                          | 66’                                                                        |
| 13-10-2019                                                                 | Minsk                                                                      | Bielorussia                                                                | 1 – 2                                                                      | Paesi Bassi                                                                | Qual. Euro 2020                                                            | -                                                                          | 67’                                                                        |
| 16-11-2019                                                                 | Belfast                                                                    | Irlanda del Nord                                                           | 0 – 0                                                                      | Paesi Bassi                                                                | Qual. Euro 2020                                                            | -                                                                          | 11’ 36’                                                                    |
| 4-9-2020                                                                   | Amsterdam                                                                  | Paesi Bassi                                                                | 1 – 0                                                                      | Polonia                                                                    | UEFA Nations League 2020-2021 - 1º turno                                   | -                                                                          | 71’                                                                        |
| 7-9-2020                                                                   | Amsterdam                                                                  | Paesi Bassi                                                                | 0 – 1                                                                      | Italia                                                                     | UEFA Nations League 2020-2021 - 1º turno                                   | -                                                                          |                                                                            |
| 7-10-2020                                                                  | Amsterdam                                                                  | Paesi Bassi                                                                | 0 – 1                                                                      | Messico                                                                    | Amichevole                                                                 | -                                                                          | 63’                                                                        |
| 11-10-2020                                                                 | Zenica                                                                     | Bosnia ed Erzegovina                                                       | 0 – 0                                                                      | Paesi Bassi                                                                | UEFA Nations League 2020-2021 - 1º turno                                   | -                                                                          | 87’                                                                        |
| 24-3-2021                                                                  | Istanbul                                                                   | Turchia                                                                    | 4 – 2                                                                      | Paesi Bassi                                                                | Qual. Mondiali 2022                                                        | -                                                                          | 62’                                                                        |
| 2-6-2021                                                                   | Faro                                                                       | Paesi Bassi                                                                | 2 – 2                                                                      | Scozia                                                                     | Amichevole                                                                 | -                                                                          |                                                                            |
| 6-6-2021                                                                   | Enschede                                                                   | Paesi Bassi                                                                | 3 – 0                                                                      | Georgia                                                                    | Amichevole                                                                 | -                                                                          |                                                                            |
| 13-6-2021                                                                  | Amsterdam                                                                  | Paesi Bassi                                                                | 3 – 2                                                                      | Ucraina                                                                    | Euro 2020 - 1º turno                                                       | -                                                                          |                                                                            |
| 17-6-2021                                                                  | Amsterdam                                                                  | Paesi Bassi                                                                | 2 – 0                                                                      | Austria                                                                    | Euro 2020 - 1º turno                                                       | -                                                                          | 14’ 74’                                                                    |
| 27-6-2021                                                                  | Budapest                                                                   | Paesi Bassi                                                                | 0 – 2                                                                      | Rep. Ceca                                                                  | Euro 2020 - Ottavi di finale                                               | -                                                                          | 73’                                                                        |
| 4-9-2021                                                                   | Eindhoven                                                                  | Paesi Bassi                                                                | 4 – 0                                                                      | Montenegro                                                                 | Qual. Mondiali 2022                                                        | -                                                                          | 73’                                                                        |
| 16-11-2021                                                                 | Rotterdam                                                                  | Paesi Bassi                                                                | 2 – 0                                                                      | Norvegia                                                                   | Qual. Mondiali 2022                                                        | -                                                                          | 73’                                                                        |
| 22-9-2022                                                                  | Varsavia                                                                   | Polonia                                                                    | 0 – 2                                                                      | Paesi Bassi                                                                | UEFA Nations League 2022-2023 - 1º turno                                   | -                                                                          | 46’                                                                        |
| 25-9-2022                                                                  | Amsterdam                                                                  | Paesi Bassi                                                                | 1 – 0                                                                      | Belgio                                                                     | UEFA Nations League 2022-2023 - 1º turno                                   | -                                                                          |                                                                            |
| 21-11-2022                                                                 | Doha                                                                       | Senegal                                                                    | 0 – 2                                                                      | Paesi Bassi                                                                | Mondiali 2022 - 1º turno                                                   | -                                                                          | 90+4’                                                                      |
| 25-11-2022                                                                 | Al Rayyan                                                                  | Paesi Bassi                                                                | 1 – 1                                                                      | Ecuador                                                                    | Mondiali 2022 - 1º turno                                                   | -                                                                          | 79’                                                                        |
| 29-11-2022                                                                 | Al Khawr                                                                   | Paesi Bassi                                                                | 2 – 0                                                                      | Qatar                                                                      | Mondiali 2022 - 1º turno                                                   | -                                                                          | 83’                                                                        |
| 3-12-2022                                                                  | Al Rayyan                                                                  | Paesi Bassi                                                                | 3 – 1                                                                      | Stati Uniti                                                                | Mondiali 2022 - Ottavi di finale                                           | -                                                                          | 46’                                                                        |
| 9-12-2022                                                                  | Lusail                                                                     | Paesi Bassi                                                                | 2 – 2 dts (3 – 4 dtr)                                                      | Argentina                                                                  | Mondiali 2022 - Quarti di finale                                           | -                                                                          | 46’                                                                        |
| 24-3-2023                                                                  | Saint-Denis                                                                | Francia                                                                    | 4 – 0                                                                      | Paesi Bassi                                                                | Qual. Euro 2024                                                            | -                                                                          | 67’                                                                        |
| 14-6-2023                                                                  | Rotterdam                                                                  | Paesi Bassi                                                                | 2 – 4 dts                                                                  | Croazia                                                                    | UEFA Nations League 2022-2023 - Semifinale                                 | -                                                                          | 106’                                                                       |
| 7-9-2023                                                                   | Eindhoven                                                                  | Paesi Bassi                                                                | 3 – 0                                                                      | Grecia                                                                     | Qual. Euro 2024                                                            | 1                                                                          | 65’                                                                        |
| 13-10-2023                                                                 | Eindhoven                                                                  | Paesi Bassi                                                                | 1 – 2                                                                      | Francia                                                                    | Qual. Euro 2024                                                            | -                                                                          | 46’                                                                        |
| 16-10-2023                                                                 | Atene                                                                      | Grecia                                                                     | 0 – 1                                                                      | Paesi Bassi                                                                | Qual. Euro 2024                                                            | -                                                                          | 81’                                                                        |
| 18-11-2023                                                                 | Amsterdam                                                                  | Paesi Bassi                                                                | 1 – 0                                                                      | Irlanda                                                                    | Qual. Euro 2024                                                            | -                                                                          | 90’                                                                        |
| 26-3-2024                                                                  | Francoforte sul Meno                                                       | Germania                                                                   | 2 – 1                                                                      | Paesi Bassi                                                                | Amichevole                                                                 | -                                                                          | 75’                                                                        |
| Totale                                                                     |                                                                            | Presenze                                                                   | 42                                                                         |                                                                            | Reti                                                                       | 1                                                                          |                                                                            |

## Palmarès
- UEFA Europa League: 1

Atalanta: 2023-2024